# Irydion (dramat)
Irydion – dramat romantyczny Zygmunta Krasińskiego napisany w latach 1833–1835, a wydany anonimowo w 1836 w Paryżu. Najwybitniejszy, obok Nie-Boskiej komedii, dramat Krasińskiego, zaliczany do kanonu polskiej dramaturgii.

## Okoliczności powstania utworu
Geneza dramatu wiąże się z pobytem autora po raz pierwszy w Rzymie w czasie powstania listopadowego oraz w Petersburgu, gdzie poeta z woli ojca przebywał od września 1832 do marca 1833. Pierwsza wzmianka o pomyśle utworu pochodzi z listu do Henryka Reeve'a z 22 października 1832. W trzy miesiące później donosi po raz pierwszy przyjacielowi o tytule dramatu: Irydion Amphilochides. W Petersburgu powstał pierwszy rzut połowy utworu, który Krasiński zniszczył podczas pobytu w Warszawie w kwietniu 1833. Powracał do pomysłu dramatu równolegle z pracą nad Nie-Boską komedią ukończoną jesienią 1833 r. Nowa koncepcja Irydiona zrodziła się pod koniec października 1833 w Rzymie, kiedy to poeta zanurzył się całkowicie w zwiedzaniu starożytności miasta. W liście do ojca z 11 listopada donosił o podjęciu pracy nad dramatem. Potrwa ona do końca 1835 roku. W czerwcu miał już gotową zasadniczą część utworu. Po dłuższej przerwie podjął się jego Dokończenia podczas pobytu w Wiedniu pomiędzy 14 września 1835 a 2 stycznia 1836. Stamtąd też albo dopiero z Mediolanu wysłał kopię autografu do Paryża do druku. Dramat został wydany w kwietniu lub na początku maja 1836 przez Eustachego Januszkiewicza.

## Tytuł, motta, dedykacja
Pozornie fantastyczne imię głównego bohatera, które zostało przez autora użyte w tytule, jest faktycznie poświadczone wśród świętych Kościoła Wschodniego. Tadeusz Sinko wywodzi je od greckiej Irydy, bogini tęczy i proponuje, by pojmować je przez analogię z opisem potopu w Księdze Rodzaju: jak Bóg rozpiął tęczę na niebie jako znak, że już więcej nie będzie karał ludzi potopem, tak idea wcielona w Irydionie ma być łukiem łączącym Grecję z Polską, zapewniającym, że nigdy więcej zemsta czy powstanie nie będą środkiem zbawienia ojczyzny.
Pierwsze motto, umieszczone na karcie tytułowej: Et cuncta terrarum subacta, stanowiące cytat z Pieśni Horacego (II 1, 23) które w tłumaczeniu brzmi: I cały świat podbity, miało prawdopodobnie nasuwać czytelnikom myśl o ogromnej scenerii utworu. Być może jednak Krasiński pamiętał także o jego zakończeniu: praeter atrocem animum Catonis (prócz nieugiętego ducha Katona), co mogłoby stanowić aluzję do postawy głównego bohatera.
Drugi cytat pochodzi z Eneidy Wergiliusza (X, 870-872) i brzmi w tłumaczeniu: W sercu mu zbolałem / Wre wstyd, żałość ze ślepym pomieszana szałem, / Zraniona miłość z męstwem nieugiętym zgoła.

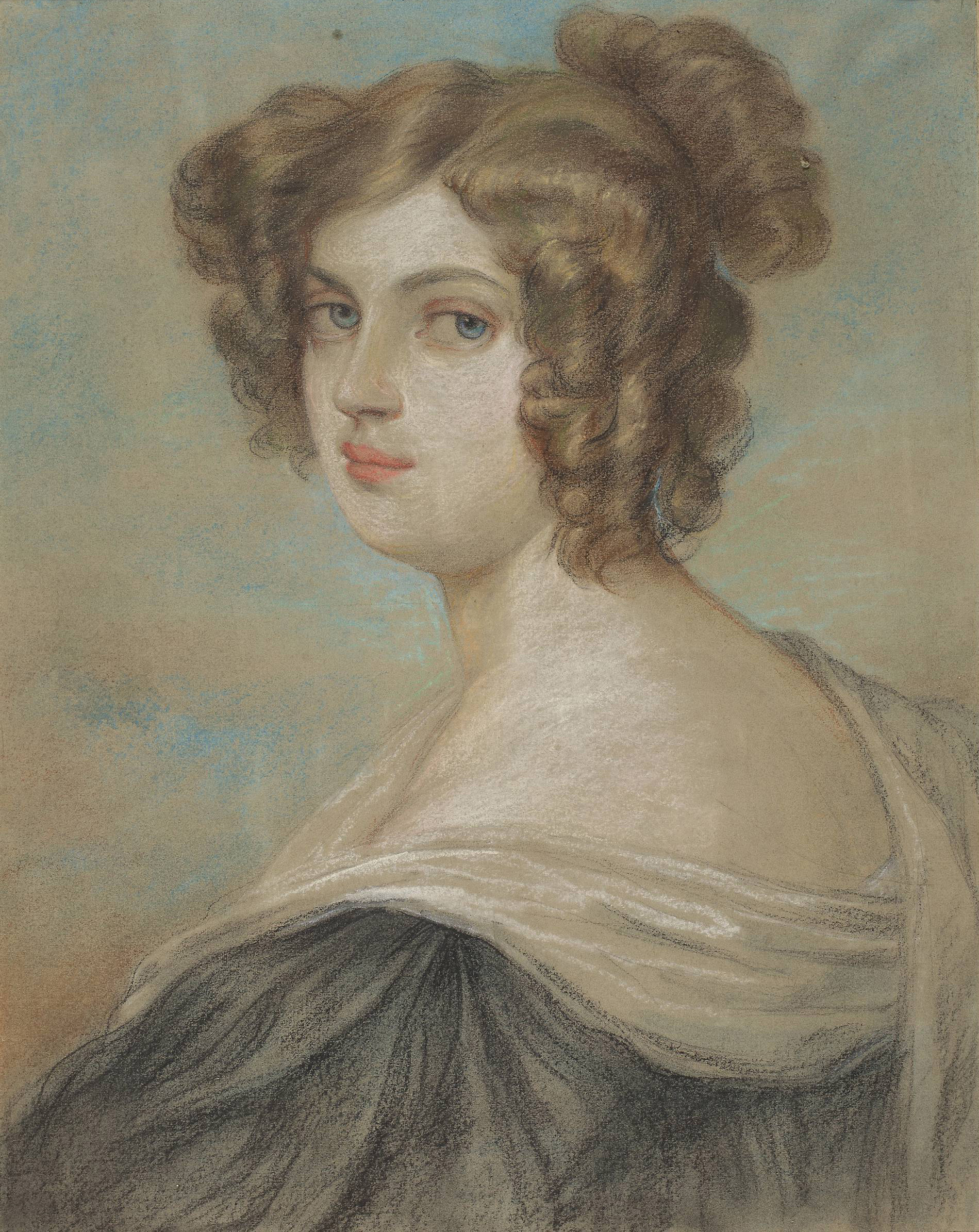
Joanna Bobrowa

Utwór został dedykowany Marii na pamiątkę dni jedynych i zbiegłych. Podobnie jak Nie-Boska komedia również Irydion został ukończony w okresie bliskich stosunków poety z panią Bobrową i jej też został poświęcony. Wspomniane w dedykacji dni jedyne i zbiegłe są zapewne dniami wspólnego pobytu w Kissingen w lipcu 1835, o którym Krasiński pisał do Adama Sołtana: Zapewne już takich dni szczęśliwych nie doznam więcej. Dedykacja została opatrzona cytatem z Boskiej komedii Dantego: Tak głos znajomy wróci do niej po latach wielu (Raj, XXV, 7-8). Poeta, podobnie jak to było w przypadku Nie-Boskiej komedii, usunął dedykację z kolejnego wydania Irydiona.

## Zarys fabuły
Akcja dramatu rozgrywa się około roku 222 n.e. w czasach panowania Heliogabala. Podstawowym motywem dramatu jest spisek Irydiona, syna Amfilocha, mający na celu obalenie imperium. Spisek stanowi przejrzystą aluzję do tragedii powstania listopadowego. Działanie głównego bohatera pozostaje w sprzeczności między słusznym celem, jakim jest obalenie despotyzmu, a nieszlachetną motywacją jego działań (zemsta) i środkami (podstęp, bezwzględność), które do tego celu prowadzą. Tragizm bohatera wynika z podjęcia przedwczesnych działań na rzecz ważnych idei, a także oddziaływania niszczycielskiego antycznego fatum.

## Osoby
- Irydion – Grek, syn Amfilocha i kapłanki Odyna Grimhildy, brat Elsinoe.
- Elsinoe – siostra Irydiona.
- Masynissa – szatan w ludzkiej postaci starca, doradca i opiekun Irydiona.
- Heliogabal – cesarz Rzymu.
- Aleksander Sewerus – syn Mammei, cesarz Rzymu po śmierci Heliogabala.
- Mammea – matka Aleksandra Sewerusa.
- Wiktor – biskup Rzymu.
- Kornelia Metella – chrześcijanka, ukochana Irydiona.
- Eutychian – prefekt pretorianów.
- Rupilius i Eubulus – dworzanie, zausznicy Eutychiana.
- Symenon z Koryntu – przywódca młodzieży chrześcijańskiej, żarliwy stronnik Irydiona.
- Ulpianus – prawnik, doradca Aleksandra Sewerusa.
- Lucisu Tubero i Arystomachus – zbuntowani pretorianie Heliogabala na służbie u Aleksandra Sewerusa.
- Gladiator Sporus – Lucius Tiberius Scypio – Potomek możnego niegdyś rodu rzymskiego.
- Pilades – przełożony niewolników Irydiona.
- Werres i Alboin – wodzowie barbarzyńców w służbie Irydiona.
- Filozof – Anaksagoras – neoplatończyk.

## Treść

### Wstęp
Świat starożytny ma się ku końcowi. Rzym ginie i szaleje. Zniknęli dawni patrycjusze, mówcy, westalki. Pozostał tylko motłoch i cezar. Znad Nilu przybyła Izyda i stanęła na Forum Romanum, z Armenii – Mitra do lochów Kapitolu. Fatum urąga powszechnemu szaleństwu. Wzięło za godło Krzyż, przed którym wszyscy kiedyś upadną. Poeta szuka syna zemsty. Nie było go ani wśród senatorów, ani wśród gladiatorów, ani wśród męczenników chrześcijańskich. A przecież godzina zemsty wybiła. Obecnie nie ma już Rzymu. Idzie więc sam do groty w górach Kampanii. Tam jego bohater, uśpiony, leży na marmurowym łożu.
Jego ojciec Hermes Amfiloch w Chersonezie Cymbrów cieszył się szacunkiem władców germańskich. Zakochał się z wzajemnością w Grimhildzie, kapłance Odyna. Grimhilda przepowiedziała swoim ludziom znakomite zwycięstwa i złupienie wielkiego miasta na siedmiu wzgórzach, po czym odpłynęła z Amfilochem na jego ojczystą wyspę Chiarę. Na greckiej ziemi urodziła mężowi dwoje dzieci: syna Irydiona i córkę Elsinoe. Ojciec wychował je na mścicieli krzywdy, którą zadał Rzym jego ojczyźnie, sprowadzając jej mieszkańców do stanu niewolników. Po latach Odyn przyzwał swą kapłankę do siebie, do Walhalli.

### Część I

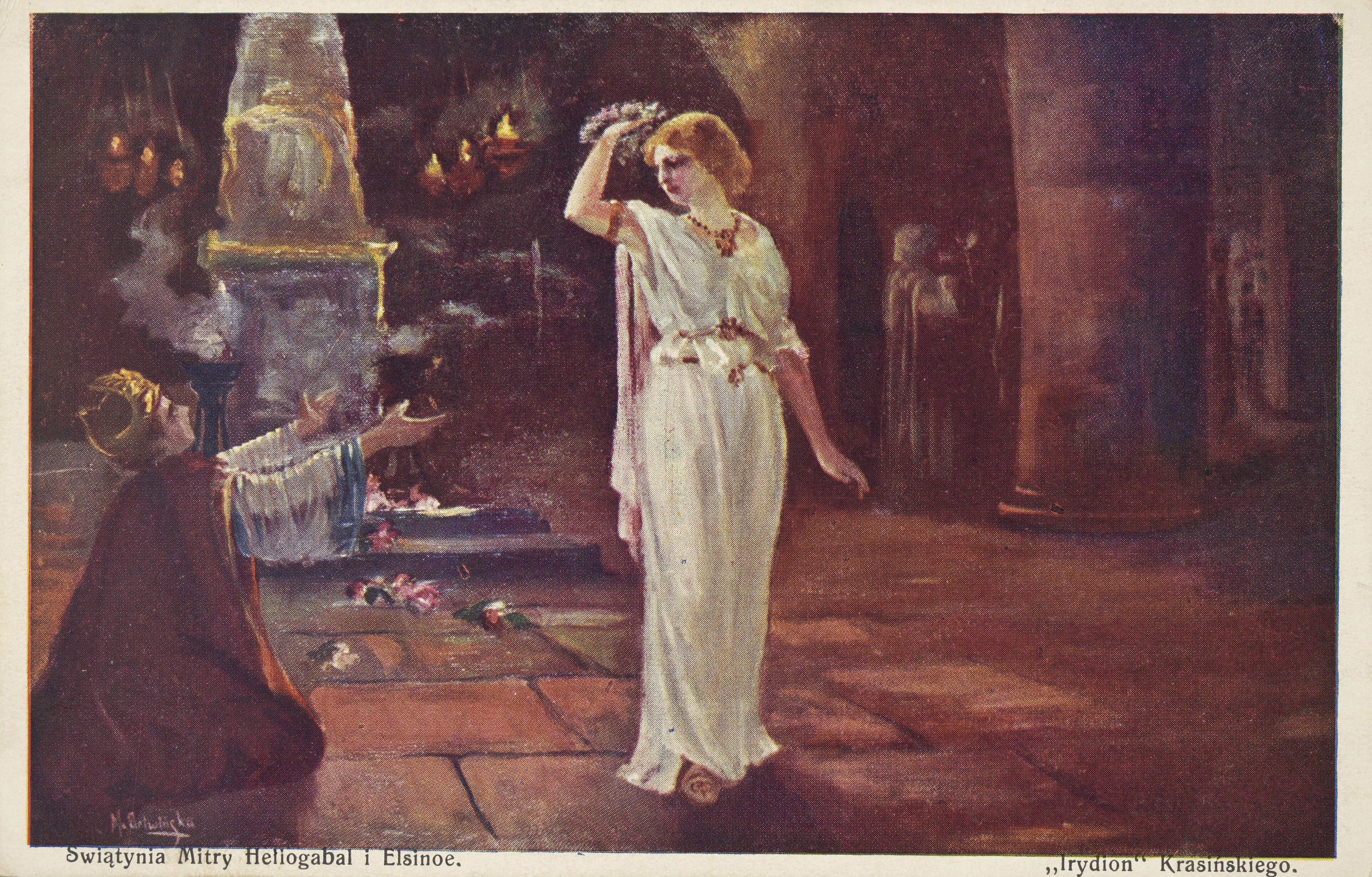
Świątynia Mitry. Heliogabal i Elsinoe

Uroda Elsinoe zwróciła uwagę cesarza Heliogabala. Wysyła po nią Eutychiana z pretorianami. Irydion nakazuje jej złożyć z siebie ofiarę w imię nauk ojca o pomszczeniu przez jego dzieci krzywd Grecji. Elsinoe nie pozwala Heliogabalowi zbliżyć się do siebie. Podniecając jego pożądanie, skłania go do uznania swego jedynego obrońcy w Irydionie. Ulpianus przybywający ze Wschodu opowiada Sewerowi o poczynionych przygotowaniach do obalenia Heliogabala, doradza jednak cierpliwość. Mammea sprzeciwia się planom zamordowania cesarza. Jako chrześcijanka uważa, że ze zła nie może wyniknąć dobro. Spiskowcy próbują wybadać Stanowisko Irydiona, ten jednak zręcznie uchyla się od odpowiedzi. Eutychian boi się wzrostu znaczenia Irydiona i planuje z Rupiliusem zamordowanie go. Irydion roztacza przed Heliogabalem wizję uwolnienia się od wrogów: zburzenia Rzymu i wzniesienia nowej stolicy państwa w Emezie, na Wschodzie. Irydion pokrzepia słabnącą Elsinoe. Masynissa ostrzega go przed nadchodzącym gościem. Zjawia się gladiator Sporus i oznajmia, że został wysłany przez Rupiliusa, aby zamordował Irydiona, lecz ujęła go jego przychylność dla gladiatorów i ubogich. Irydion pozyskuje go, potomka Scypionów, dla swoich planów. Triumfuje z powodu poddania starych rzymskich rodów dziełu zniszczenia Rzymu. Masynissa przypomina mu, że bez pomocy chrześcijan nie dokona swego dzieła. Irydion dał się ochrzcić, przyjąwszy imię Hieronima, i pozyskał część młodych chrześcijan. Masynissa wystawia go na jeszcze jedną próbę. Każe mu uwieść i wykorzystać do swych celów młodą chrześcijankę, Kornelię Metellę, którą młodzieniec darzy uczuciem. Objawia mu konieczność dalszej walki po zburzeniu Rzymu z jeszcze potężniejszym Rzymem, wraz ze zbuntowanymi aniołami. Po jego wyjściu Irydion próbuje się targnąć na swoje życie. Nie czuje oporów, by zawalić ginący Rzym, by wysłać na śmierć swą skazaną siostrę, ale nie potrafi skrzywdzić kobiety szczęśliwej.

### Część II

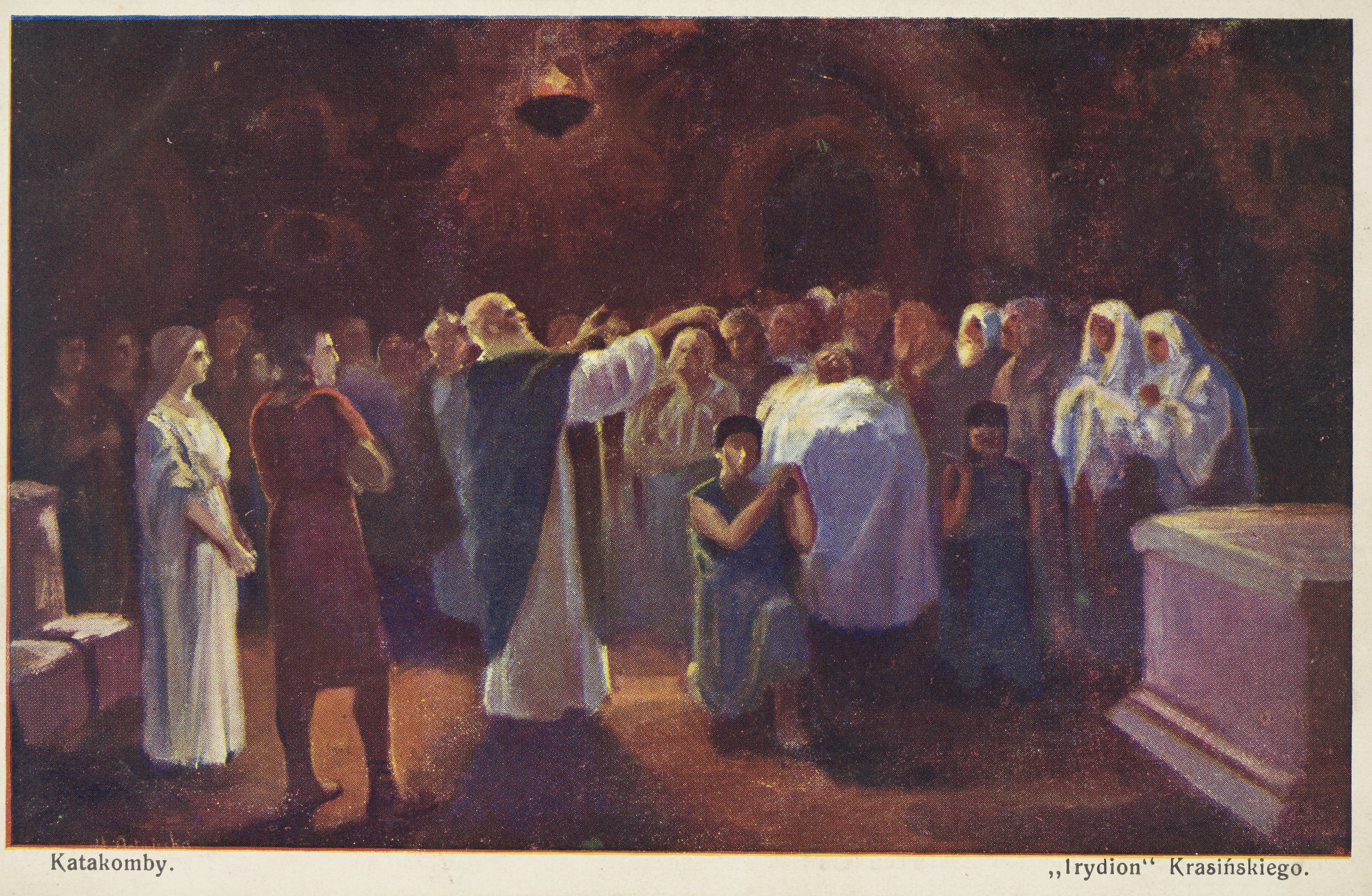
Katakumby

Biskup Wiktor namaszcza Aleksandra na następcę po Heliogabalu. Nadchodzi Irydion i nakłania Wiktora, by pchnął chrześcijan do buntu przeciw Rzymowi. Wiktor widzi, że Irydion w ogniu i żelazie, nie w Bogu położył nadzieję i napomina go, by zawrócił z tej drogi. Nadchodzi procesja ze zwłokami męczennika. Wiktor wygłasza pochwałę tych, którzy zaufali Panu i za Niego oddali życie. Kornelia odłącza się od procesji. Widziała towarzysza Irydionowego, Symeona z Koryntu, spiskującego na cmentarzu i niepokoi się. Irydion jest wzburzony, co przeraża Kornelię, która modliła się za niego. Młodzieniec zapewnia ją, że zbliża się dzień Sądu zapowiedziany przez Chrystusa. Zapowiada tryumf Boga. Chrystusowi ubodzy nabrali sił i dziś upomną się o sprawiedliwość. Osłabłą Kornelię karmi goryczą swego serca. Jego ojciec w trzynastą rocznicę śmierci matki Irydiona, zastawił ostatnią ucztę. Odyn zażądał życia również od niego za uprowadzenie jego kapłanki. Amfiloch nakazał swej córce, by czyniła wszystko, co brat jej rozkaże. Darował wolność stu niewolnikom, by służyli Irydionowi w jego dziele. Umierającemu ojcu syn złożył przysięgę, że będzie żył, by zniszczyć Rzym. Odtąd żyje dla zemsty. Przedstawia się Kornelii jako ten, który poprzedzi powtórne przyjście Pana, zapowiedziany przez Jana w Apokalipsie. Kornelia, która zobaczyła w Irydionie proroka i Archanioła, modli się do Boga o ratunek. Nadchodzi Wiktor i nakłania ją, by porzuciła samotne ścieżki. Pytającej czy bliski jest dzień Sądu, odpowiada, że każdego, w każdej chwili, Bóg może powołać przed swe oblicze. Przestraszonej Kornelii Irydion radzi, by uciekała od niego, ale dziewczyna nie chce go zostawić w niebezpieczeństwie duszy. Przekonana, że czeka ją potępienie wraz z Irydionem mdleje. Młodzieniec przeklina Masynissę, jeśli zguby Kornelii nie odkupi jego zwycięstwem. Kornelia oprzytomniawszy uznaje w Irydionie powracającego Pana.
Symeon i Irydion spotykają się na cmentarzu. Schodzą do lochów, by porwać do walki chrześcijan. Młodzi rwą się do boju. Starsi wierzą w odkupieńczy charakter męczeństwa. Irydion ogłasza, że skończyły się męki sprawiedliwych. Ciemności zbierają się nad miastem, które morduje proroków i świętych. Powstają legiony w Azji i nad Renem. Przeciw starcom, którzy pytają kto namaścił Irydiona na wodza, podnosi się Symeon z krzyżem i wzywa tych wszystkich, dla których Jezus znosił męki śmiertelne. Irydion zaklina osłabłych na męki ich poprzedników. Symeon prorokuje zniszczenie i ruinę Rzymu, dopełnienie się liczby męczenników, ci co pozostali mają świadczyć Chrystusowi życiem i zwycięstwem. Nadbiega Kornelia i woła: do broni. Jak zapowiedział Masynissa jej głos porywa do walki. Kornelia głosi pochód zbrojnego, któremu nic się nie oprze. Irydion wzywa zebranych, by stawili się w jego pałacu, a każdemu, kto wypowie hasło Sigurd, syn Grimhildy wyda broń. Barbarzyńcy ślubują mu swą wierność przez pamięć Hermana, zwycięzcy Warusa.
Ziemia pęka. Irydion ogłasza dzień zemsty Pańskiej. Tak upadną ich wrogowie. Młodzieńcy przysięgają zatknąć zwycięski krzyż na Kapitolu. Irydion przyzywa rozproszonych, by ich wyprowadzić. Ratuje Kornelię. Wszyscy oddalają się. Zjawia się Masynissa. Obiecuje podziemnym duchom oddanie ziemi na pastwę, ale muszą się jeszcze uzbroić w cierpliwość. Najpierw pokolenia ludzkie muszą ośmieszyć każda wiarę. Szatani zatrują ich myśli, włożą w ręce znikome berła. Masynissa ogłasza, że zasiał zgubę w sercach ludzkich. Wkrótce ludzie, tak jak kiedyś zbuntowani aniołowie, odpadną od Boga. Odtąd będą się kłócić o imiona Boga. W jego imieniu będą zabijać. Aż Bóg, napełniony goryczą, przeklnie ich. Masynissa głosi pochwałę Lucyfera, jaśniejącego w ogniu odrzucenia.

### Część III
Irydion, jako wysłannik cesarza, przybywa do obozu Aleksandra. Zbuntowani pretorianie: Arystommachus i Tubero żądają, za swoje upokorzenia wydania Euytchiana, wynagrodzenia dla żołnierzy i abdykacji cesarza. Irydion w odpowiedzi domaga się od nich natychmiastowego złożenia broni i poddania się łasce cesarskiej. Aleksander namawia go, by porzucił Heliogabala dla wymierzenia sprawiedliwości tyranowi. Irydion przepowiada mu, że nawet jeśli zwycięży zginie z rąk swych towarzyszy broni. Przerażonemu Heliogabalowi śni się, że powstali umarli wraz z jego ojcem i dybią na jego życie. Irydion i Elsinoe namawiają go do pośpiechu, chcą by cesarz rozdał resztę bogactw pretorianom, przekazał władzę nad nimi Irydionowi i oddał mu pierścień cesarski. Na wieść o buncie senatu Irydion posyła przeciw senatorom Scypiona na czele gladiatorów. Po wyjściu cesarza Elsinoe prosi o wyrok śmierci na niego i o ocalenie Aleksandra. Drugiego życzenia Irydion nie może spełnić. Tylko Aleksander stoi jeszcze na przeszkodzie jego zemście. Elsinoe prosi wobec tego, by rozsypał jej prochy nad rodzinną wyspą.

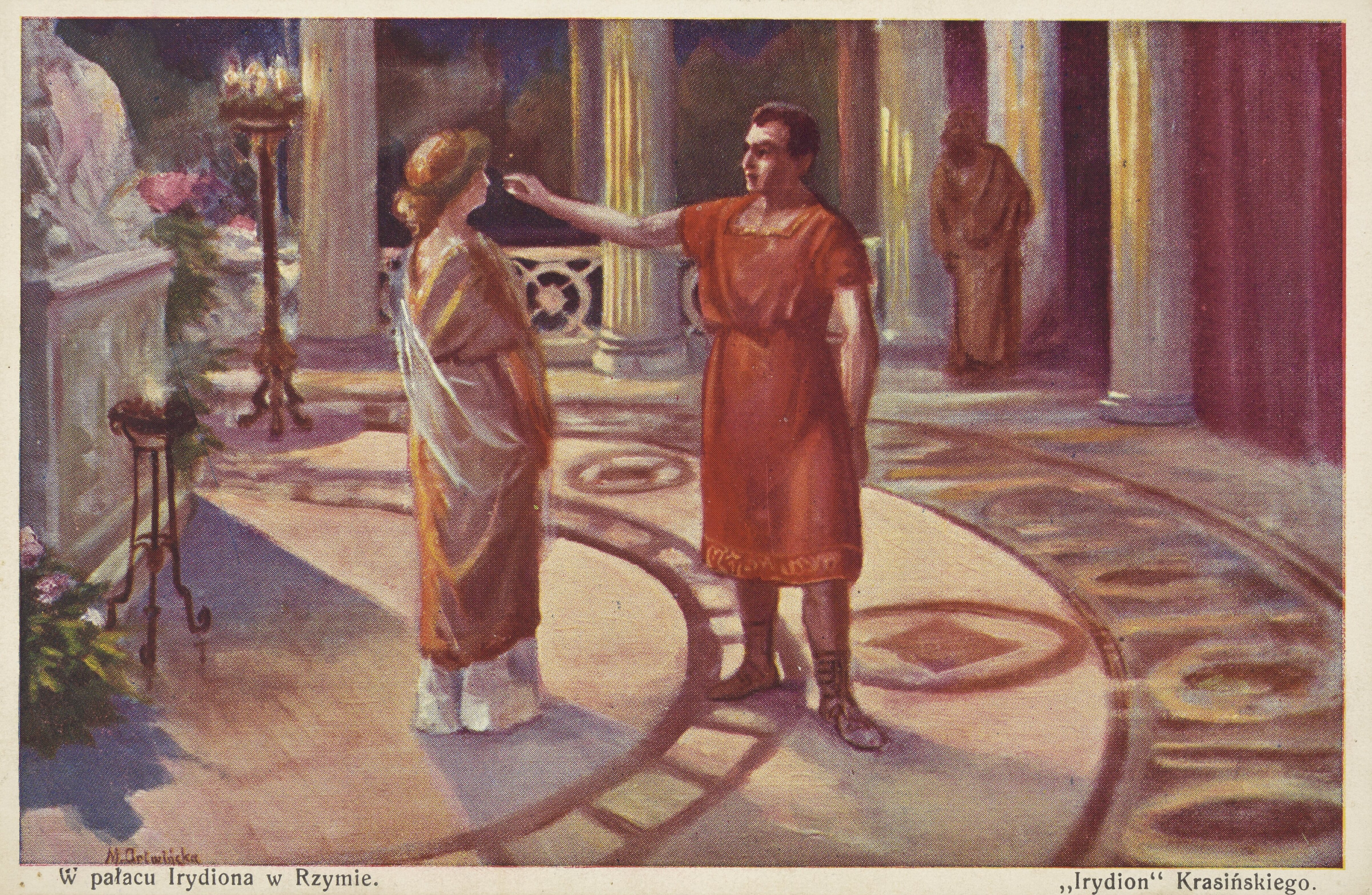
W pałacu Irydiona

Masynissa w pałacu Irydiona wydaje rozkazy. Verresa wysyła, by przygotował się do podpalania pałaców, Alboina, by burzył akwedukty. Scypio przynosi wiadomość o rozpędzeniu wraz z Irydionem senatu. Irydion wysyła go do pretorian stojących pod murami z rozkazem, by ich zdyscyplinował zagrożeniem ze strony Aleksandra, a w razie potrzeby bił się z napastnikiem. Irydion wyprawił z pałacu ostatnie sługi i coraz niecierpliwiej czeka na przybycie chrześcijan, od których udziału zależy powodzenie całego przedsięwzięcia. Przybywa wysłannik Symeona z wieścią, że biskup Wiktor powstrzymał chrześcijan. Masynissa błogosławi miastu Rzym, które zostało zbawione dla swej podłości.
Symeon wzywa Wiktora, by pozwolił poprowadzić chrześcijan ku potędze. Przybywa Irydion i podrywa zebranych do boju. Wiktor sprzeciwia mu się. Wyrywa Kornelię z obłąkania: wypędza z niej złe duchy. Kornelia widzi czarnych szatanów wokół Irydiona, wyrzeka się Złego i umiera, prosząc o zbawienie dla Irydiona. Wiktor wyklina Irydiona spośród chrześcijan. Posłaniec przynosi wieść, że Aleksander wkroczył do miasta. Irydion z garstką barbarzyńców spośród chrześcijan wyrusza do walki. Przy grobach natyka się na umierającego Verresa, który daremnie czekał znaku, a gdy sam zaczął podpalać pałace, został zaatakowany przez tłum. Posłaniec z Palatynu zawiadamia, że wrogowie wdarli się do pałacu cesarskiego. Cesarza rozsiekali, a Elsinoe, którą chronił Aleksander, pchnęła się sztyletem, mówiąc: Irydionie, wroga twego nie będę kochała. Eutychian zginął. Scypio ustępuje na czele Cherusków. Irydion ze Scypionem wyruszają przeciw Ulpianowi, by znaleźć śmierć w walce.

### Część IV
Zwycięski Aleksander postanawia przebaczyć Irydionowi. Grek wyprawia uroczysty pogrzeb swej siostrze. Ulpianus przekazuje mu propozycję cesarza spokojnego odpłynięcia na Chiarę w zamian za poddanie siebie i swoich stronników. Irydion odmawia wydania swych braci. Wyjaśnia, że jego wrogiem jest również Aleksander, bo jest nim Rzym, który pozbawił jego braci godności i nadziei. Ulpian uważa porwanie się na Rzym za szaleństwo, które nie wyrządzi mu szkody. Irydion chce jednak za każdą krzywdę wylać krew, a potem zagrzewać z podziemnych dolin swych dziedziców. Ulpian sławi Fortunę, że oddała władzę nad światem w ręce dzielnych. Irydion wypomina Rzymowi obłudę i okrucieństwo. Zarzuca przeciwnikowi, że łudzi się wierząc w odrodzenie Rzymu, jak starzec wierzący, że odmłodnieje. Pyta co Rzymianie uczynili ze światem, odkąd bogowie wydali go w ich ręce. Ustanowili jedynie pokój na pustyni. Ulpian powołuje się na prawo miecza, którym Rzym podbił swe prowincje, lecz Irydion uważa, że podbił je złotem i trucizną. Ulpian wzywa go jeszcze raz do poddania, przypominając, że Rzym przebacza pokornym. W odpowiedzi Irydion rzuca na płonący stos ofiarny swej siostry pierścień cesarza, powierzając go ojcu i Helladzie. Przeklina Rzymian, prorokując, że wszyscy staną się kiedyś niewolnikami. Ród ich przepadnie, a opowieść o zadanym przez nich ucisku będzie ich nagrobkiem. Za popełnione świętokradztwo Ulpian wyjmuje Irydiona spod opieki prawa i naznacza nagrodę za jego głowę.
Arystommachus informuje Tuberona o zajadłości walczącego Irydiona. Tubero wyrusza przeciw niemu. Masynissa napawa się krwią i zniszczeniem. Wkrótce ze swym synem odejdzie stąd. Duchy podziemne zawiadamiają go, że wokół Irydiona krążą duchy nieprzyjacielskie. Arystommachus powraca pokonawszy Cherusków. Umierający Scypion zapowiada cesarzowi wieczną zemstę pokrzywdzonych. Irydion zabija w pojedynku Tuberona. Odpędza ducha Kornelii. Kiedy zagrzewa do ostatniego, straceńczego boju Alboina, ten próbuje go zabić i ginie. Służba pałacowa Irydiona odmawia dalszej walki. Chce się poddać i żyć. Irydion przepowiada, że czeka ich tylko niewola lub śmierć. Zebrani zabijają sługę Irydiona, Piladesa. Irydion wstępuje na płonący stos siostry. Zjawia się Masynissa. Objawia mu się jako Bóg nieśmiertelny i porywa go. Zjawia się cesarz, szukający Irydiona. Służba opowiada, że wstąpił na stos i zniknął. Zapewnia, że chciała go oddać w ręce cesarza. Aleksander skazuje wszystkich na śmierć.

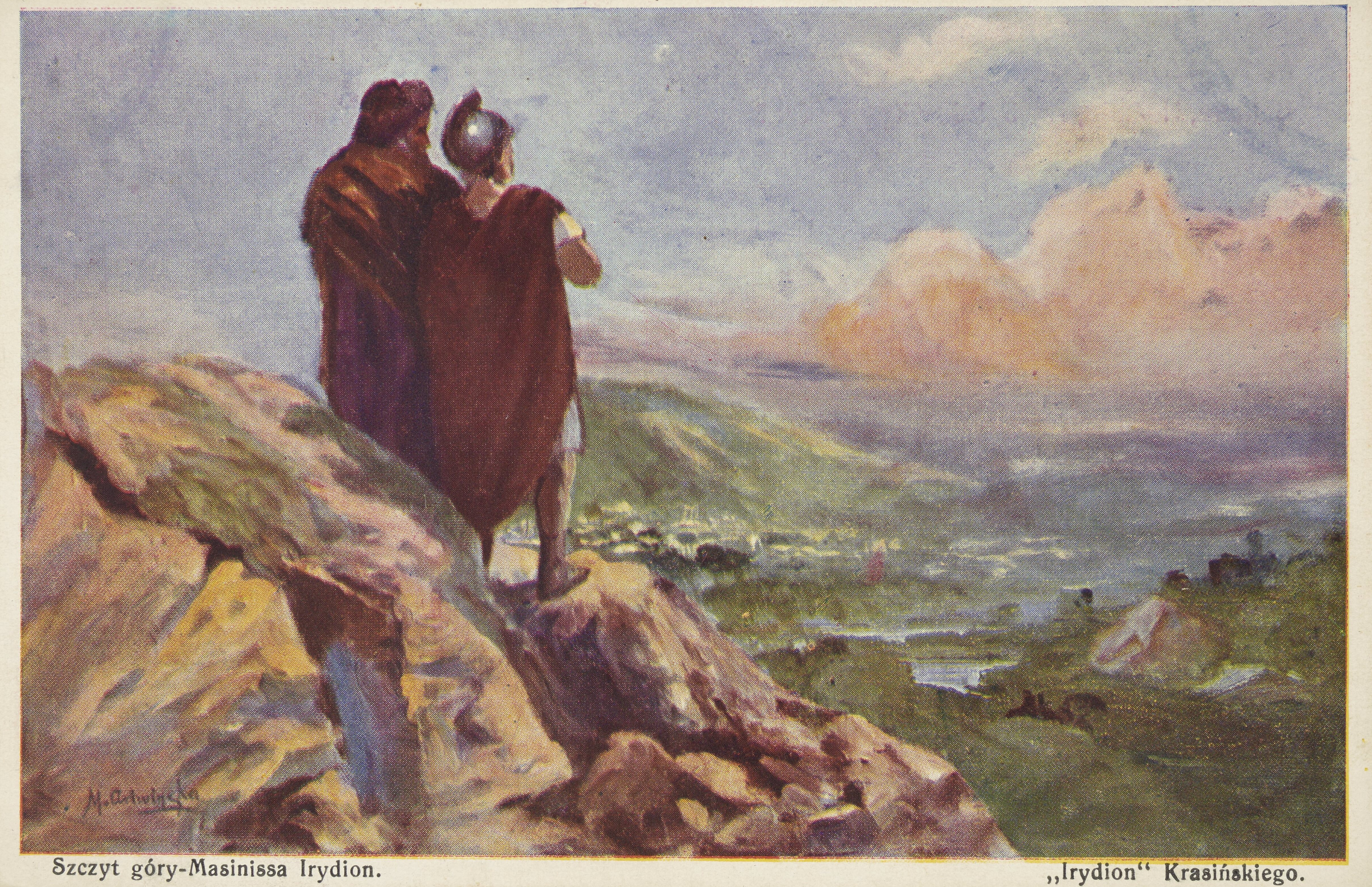
Szczyt góry - Masynissa i Irydion

Masynissa i Irydion siedzą na szczycie góry ponad Rzymem. Irydion nie wie czy umarł czy wciąż umiera. Gdyby Bóg tej, którą poświęcił Masynissie, był prawdziwy, modliłby się do niego. Opiekun uświadamia mu, że to Bóg przebaczenia i miłości do nieprzyjaciół. Irydion pyta go czy Chrystus jest panem nieba i ziemi. Masynissa potwierdza. Włada on starym niebem i zgrzybiałą ziemią, lecz są światy nieskończonej młodości, gdzie imię jego jest nieznane. One zwyciężą. Opiekun każe mu wybierać. Irydion nie wierzy, żeby ten który go zwiódł miał kiedyś zwyciężyć. Masynissa ujawnia mu, że gdy jego bracia przyjdą zniszczyć Rzym, upadającą purpurę cezarów podchwyci Nazareńczyk. W nim przetrwa zdrada senatu i okrucieństwo ludu. Irydion wyrzuca opiekunowi, że po tylu jego trudach ogłasza mu teraz nieśmiertelność Rzymu. Masynissa pokrzepia swego syna, że przyjdzie czas, gdy ludy nie zechcą już służyć dalej Krzyżowi, z chwały Rzymu zostaną wówczas gruzy i walka szatana zbliży się do końca. Uradowany Irydion uświadamia sobie, że jednak był tylko igraszką. Masynissa kusi go dalej: obiecuje mu niepamięć i nowe życie, dzikie plemię pod władzą i powrót do walki. Nie może jednak zniszczyć Rzymu teraz i Irydion wydrwiwa jego słabość. Masynissa obiecuje mu zniszczyć wieki i obudzić go w Rzymie po latach, kiedy miasto będzie już tylko prochem i ruiną. Wtedy Irydion wyrzeka się Chrystusa. Masynissa prowadzi go do groty nad jeziorem.

### Dokończenie
O zmierzchu z otchłani morskiej wynurzył się nieśmiertelny starzec, przeszedł przez Kampanię rzymską i wstąpił do groty. Budzący się syn zemsty ujrzał w widzeniu wszystkie męki Rzymu i triumfy Krzyża. Na głos starca piorun życia uderzył w śpiącego. Wyszedł z pieczary, ujrzał połamane akwedukty, zniszczone cyrki i mauzolea, dwóch starców w purpurze, obecnych władców Rzymu i Marka Aureliusza na koniu, władcę bez poddanych. Minął zakopany w ziemi łuk triumfalny, zrujnowany Palatyn. Myślał, że Koloseum dotąd stoi cało. Starzec zaprowadził go również tam. Miał już odejść, gdzie odeszły miliony, gdy zatrzymał go drewniany krzyż na środku areny, który wydał mu się święty. Starzec go przynaglał, gdy u szczytu amfiteatru pojawiał się postać pełna chwały. I rozpoczął się spór o głowę młodzieńca. Starzec wypomina, że młodzieniec żył w zemście, nienawidził Rzymu. Anioł przypomina, że kochał Grecję. I przemógł anioł w walce z szatanem, po czym oznajmił młodzieńcowi, że został ocalony modlitwą Kornelii i tym, że kochał Grecję. Nakazał mu iść na północ do ziemi mogił i krzyży. Ujrzy tam miłość swoją konającą, męki tysięcy wcielą się w jego serce. Po długim męczeństwie Bóg obdaruje ich szczęściem i wolnością. Jeśli przetrzyma tę próbę, zmartwychwstanie z pracy wieków i stanie się wolnym Synem Niebios.

## Dramat romantyczny

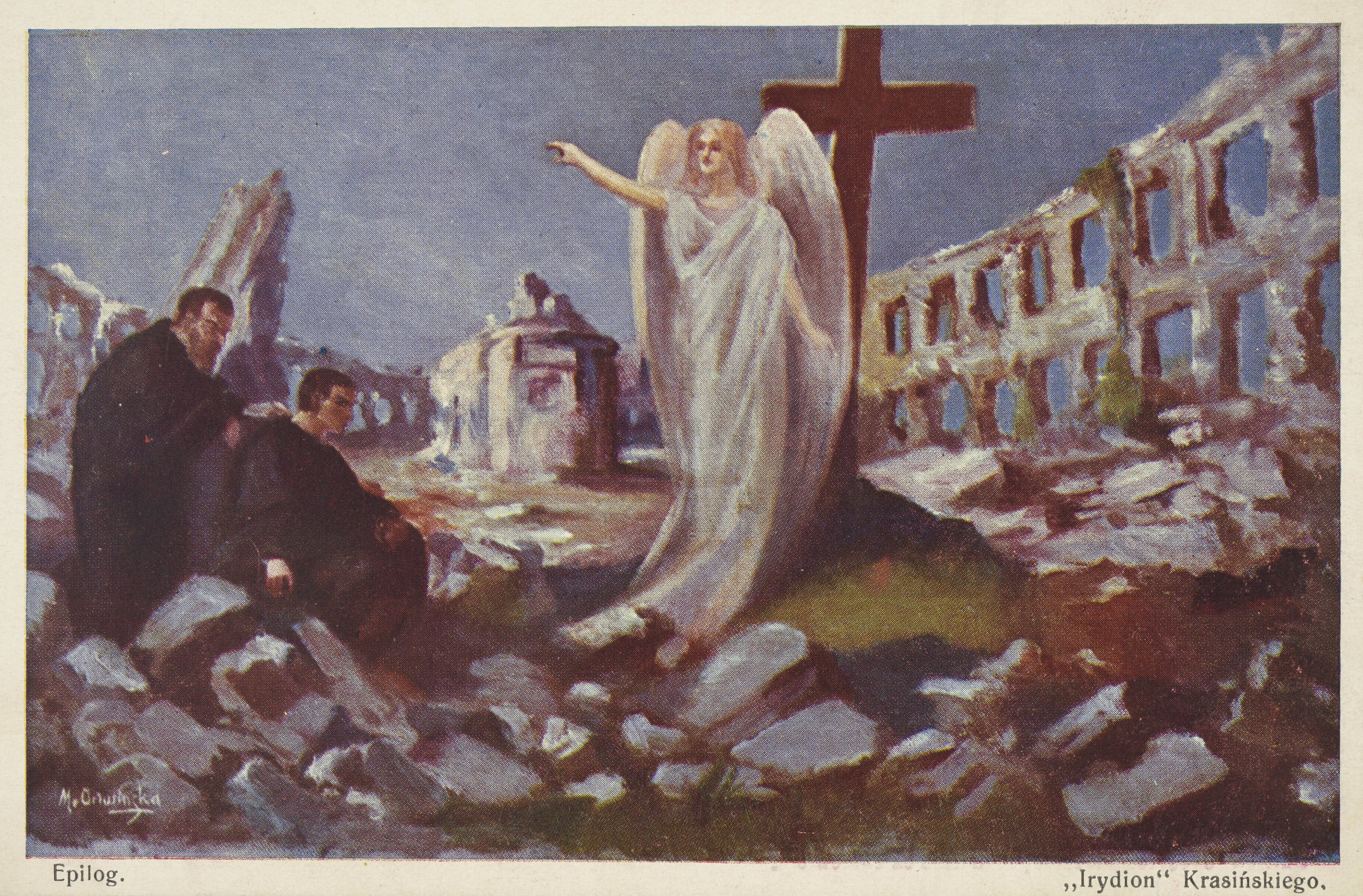
Epilog

W dramacie można wyróżnić dwie płaszczyzny akcji. Pierwszą stanowi temat historyczny, drugą – szereg analogii i aluzji do współczesności. Treść akcji jest próbą odtworzenia historii Rzymu z 222 roku za panowania cesarza Heliogabala. Na tle potęgi cesarstwa rzymskiego autor ukazuje spisek Greka Irydiona, dworzanina i powiernika cesarza, który obnaża słabości potężnego mocarstwa. Zamysł Irydiona okazuje się przedwczesny. Grecki spiskowiec ponosi klęskę, a jego dzieło podejmują z powodzeniem chrześcijanie i barbarzyńcy z północy. Pozornie zwycięzcą zostaje Aleksander Sewer i jego pomocnik Ulpianus, wcielenie rzymskich cnót. Pobieżna nawet analiza historyczna wskazuje, że autorowi nie szło o ścisłość. Pomysł spisku jest wytworem wyobraźni autora, a historia Rzymu zostaje podporządkowana idei naczelnej wedle której odrodzenie Rzymowi i światu ma przynieść chrześcijański charyzmat miłości. Fakty historyczne zgodnie z koncepcją romantycznego historyzmu zostają całkowicie podporządkowane idei dramatu.
Zderzenie sił, które ostatecznie doprowadzą do upadku cesarstwa jest nie tylko wynikiem starcia sprzecznych idei, celów, czy moralności, lecz przede wszystkim odwiecznej walki szatana z Bogiem. Szatan Masynissa jest tak pyszny, że nie obawia się wyjawić swoich zamiarów, na długo przed ich realizacją. Przekonany o słabości ludzkiej natury rozwiewa miraże potęgi, którą obdarował Irydiona. Swą rozmowę z Chórem Podziemnych Głosów kończy pochwałą Lucyfera: Na dnie przepaści on myśli krzepi na dzień ostatni świata Chwała jemu. Bieg dziejów ludzkości jest jednak całkowicie uzależniony od planów Opatrzności. Ona determinuje idee, cele i działania jednostek i całych narodów. Podstawowym przesłaniem metafizycznym utworu jest przekonanie, że historia ludzkości jest jedynie polem realizacji zamierzeń Boga.
Wprowadzenie analogii Rzym – Grecja: Rosja – Polska prowadzi autora do konkluzji, że jak potężne niegdyś cesarstwo rzymskie uległo przed wiekami przewadze intelektualnej Grecji, tak i cesarstwo rosyjskie ulec musi przewadze intelektualnej i moralnej pokonanej Polski. Osobny temat wprowadza wątek germańskich pogromców Rzymu, którym Krasiński przeciwstawia się historiografii niemieckiej gloryfikującej kulturotwórcze znaczenie najazdów germańskich w dziejach Europy. Treść dramatu zawiera również odniesienia do ówczesnych masowych ruchów rewolucyjnych, buntów i powstań narodowych. 

## Główny bohater
Główny bohater dramatu łączy nienawiść do Rzymu z miłością do Grecji. Wybór na bohatera Greka został spowodowany nie tylko sympatią dla walczącego w tym czasie o wolność narodu greckiego, ale też uwagą Chateubrianda, że żaden starożytny Grek nie został despotycznym władcą Rzymu. Krasiński nie obudził jednak swego bohatera w chwili wybuchu powstania Greków przeciw okupantowi tureckiemu, ani w chwili uznania przez konferencję mocarstw europejskich niepodległości Grecji w 1830. Miłujący wolność Irydion najprawdopodobniej nie zaprzedałby swej duszy za kraj rządzony przez obcą dynastię. Co jednak istotniejsze ukazanie zmartwychwstania Grecji w wyniku wojny musiałoby w konsekwencji prowadzić do gloryfikacji czynu zbrojnego, a przecież Krasiński zwraca się właśnie przeciw tej idei. Dlatego poeta nie wspomina w dramacie o niepodległości greckiej, a Irydion walczy w imię Hellady idealnej, utożsamionej z ostateczną wolnością narodów.
Ojciec Irydiona, Amfiloch, nakazuje synowi, by zniszczył znienawidzone imperium rzymskie. Motyw ten nawiązuje do życiorysu Hannibala napisanego przez Korneliusza Neposa. Wyruszający z Kartaginy do Hiszpanii Hamilkar, odbiera od dziewięcioletniego syna przysięgę, że nigdy nie będzie żył w przyjaźni z Rzymianami (numquam me in amicitia cum Romanis fore). Krasiński utożsamiał Rzym z Rosją, pisał: Pocieszałem się spoglądając na Rzym w glinie i błocie, bo w dzieciństwie poprzysiągłem sobie zemstę innemu Rzymowi, a depcąc pierwszy, wyobrażałem sobie, że kiedyś deptać będę drugi.
Idea zemsty, która trwa, dopóki ziemia i ziemskie narody, jest jednocześnie córą szaleństwa i zwiastunką zguby. Bohater podejmuje czyny, które zasługują na etyczne potępienie i przeciwstawiają się planom Opatrzności. Irydion oddaje na pohańbienie i śmierć swoją siostrę, zdradza zarówno Heliogabala, Aleksandra jak i chrześcijan. Jego działalność jest czysto destrukcyjna, kieruje nim, niemal maniakalne, dążenie do zniszczenia. Jego tragedia jest tragedią wyznawanej idei, która łączy szlachetny cel: obalenie despotyzmu z destrukcyjną motywacją (zemsta) i środkami wiodącymi do celu: podstępem i okrucieństwem. Za swoje winy zostaje skazany na kilkunastowiekową pokutę, by ostatecznie dojść do w pełni chrześcijańskiego poczucia miłości do ojczyzny. Zdolność tworzenia mają zdaniem autora jedynie idee miłości, cierpliwości i przebaczenia.
Tragizm Irydiona polega też na tym, że jego działanie jest przedwczesne. Bohater podejmuje walkę, której cel jest zbyt odległy, by mógł zostać wypełniony przez działanie jednostki. Odległość celu pogłębia dodatkowo niechęć otoczenia, które nie akceptuje poczynań bohatera burzącego zastany porządek świata.

## Inni

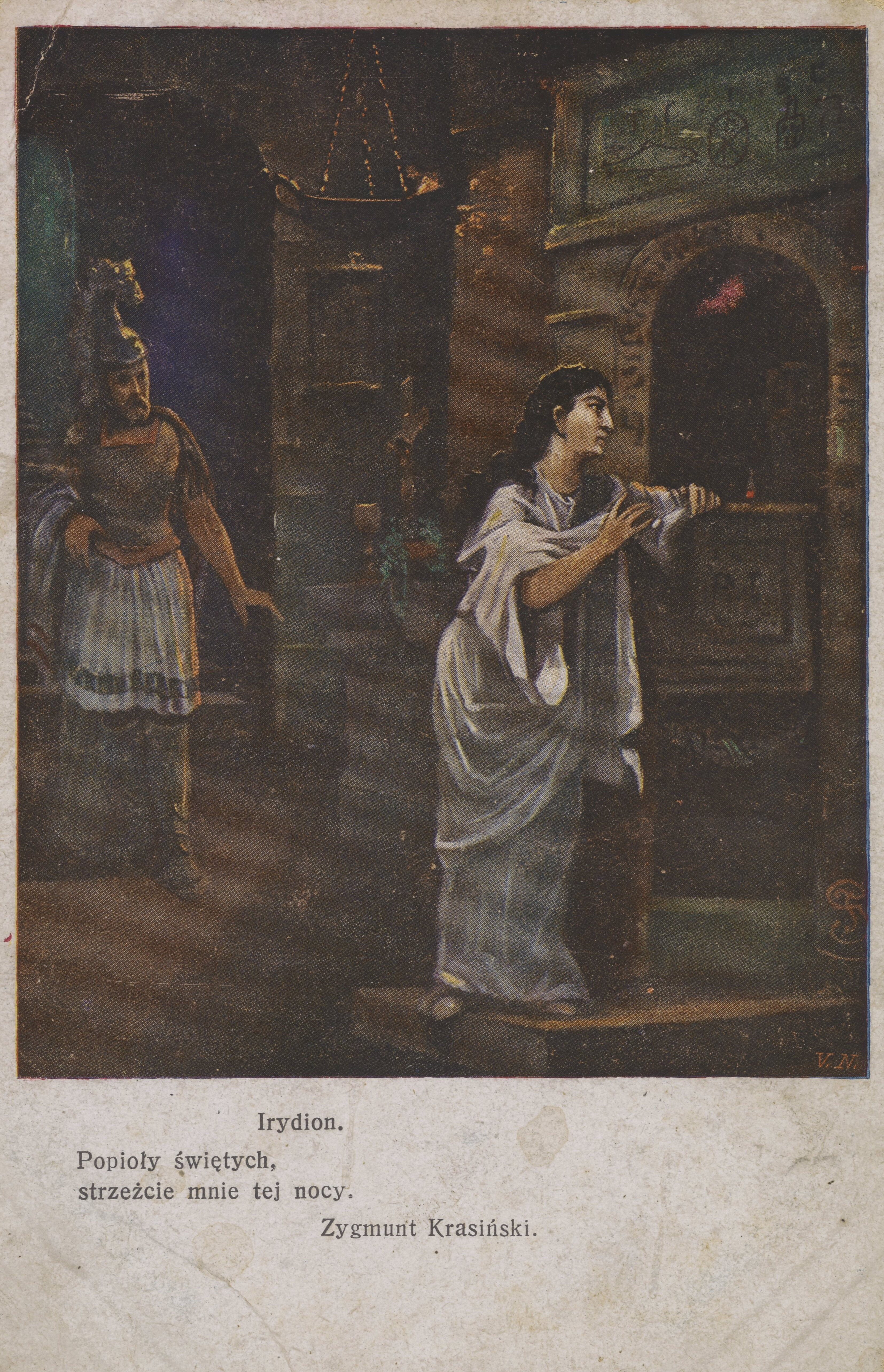
Kornelia

### Elsinoe
Siostra Irydiona jest może najbardziej tragiczną bohaterką dramatu. Matka sprzeniewierzyła się swemu bogu, a Kornelia znajdzie się w niebie. Dla Elsinoe nie ma nadziei. Kocha Aleksandra, a Irydion w imię wierności słowu danemu ojcu, zmusza ją do uwodzenia cesarza. Umiera ze słowami: Irydionie, wroga twego nie będę kochała.

### Kornelia
Kornelia stanowi poetyckie przetworzenie związku autora z Joanną Bobrową. Wątek miłosny stanowi jedyną udaną próbę nakreślenia rysów psychologicznych postaci utworu. Kornelia łączy świat chrześcijański z pogańskim. Jako ideowa i artystyczna przeciwwaga dla Masynissy, staje się stroną misteryjnej konfrontacji mocy Boskiej z szatańską.

### Masynissa
Masynissa jedyny szczerze wspiera Irydiona w jego dziele zemsty. Jego postać pochodzi z Męczenników Chateaubrianda, natomiast imię z Bellum Jugurthianum Salustiusza. Imię Masynissy nosi tam król numidyjski, stąd afrykański rodowód bohatera. Autentyczny Masynissa był wielkim przyjacielem Rzymu. Nienawiść do Rzymu objawiła się dopiero w jego wnuku Jugurcie, którego metody walki przypominają sposób działania duchowego opiekuna młodego Greka. Krasiński pojmuje go jako pierwiastek wszechzłego [..] zero niepojęte, jako szatana wszystkich wieków, wiecznie walczącego i wiecznie pobitego. W odróżnieniu od Lucyfera z Kaina Byrona czy Mefistofelesa z Fausta, walczy nie o jedną duszę ale o ludzkość na przestrzeni wieków od rzymskich cezarów do ruin Rzymu papieży. Masynissa nie stara się osłabić ludzi, lecz uczynić swym narzędziem. Stara się skazić chrześcijaństwo duchem świeckiej polityki. Z początku ukazuje się Irydionowi jako człowiek. Jako demon objawia się po wywołaniu rozłamu wśród chrześcijan.

### Heliogabal
Źródłem informacji o Heliogabalu był prawdopodobnie dla Krasińskiego Chateaubriand: Elagabal wstąpił więc na tron (w r. 217). Trzeba było, aby wszystkie namiętności i wszystkie zbrodnie zasiadły na tronie, aby ludzie zgodzili się umieścić tam religię, która potępiała wszystkie zbrodnie i wszystkie namiętności. Krasiński oceniał w przypisie do utworu, że on ostatecznie zdyskredytował pogaństwo, ukazując, że ono spróchniało i że od czasów tego cesarza triumf chrześcijaństwa stał się rzeczą coraz pewniejszą. Możliwe, że poeta skorzystał też z dzieła Teofila Ferrieve'a Il vivere (1830). W odróżnieniu od obydwu Francuzów Heliogabal Krasińskiego nie jest demonicznym szaleńcem, ale zakochanym bez pamięci w Elsinoe sentymentalnym kochankiem i ogarniętym manią prześladowczą tchórzem. Portretu cesarza dopełniają inni. Tubero piętnuje jego okrucieństwo. Ulpian informuje, że lud czci go za dostarczane mu rozrywki, a pretorianie za hojność. Chcąc obłaskawić Eutychiana cesarz przypomina mu wspólne delektowanie się papuzimi wątróbkami. Obrazu dopełnia fanatyzm w sprawach kultu Mitry i estetyzm w kwestii wyboru rodzaju własnej śmierci. Heliogabal Krasińskiego przypomina osiemnastowiecznego starca, nacechowanego nuda i lubieżnością rozpustnika, który szuka jakiejkolwiek podniety, która pozwoliłaby mu się nie nudzić.

### Postaci historyczne

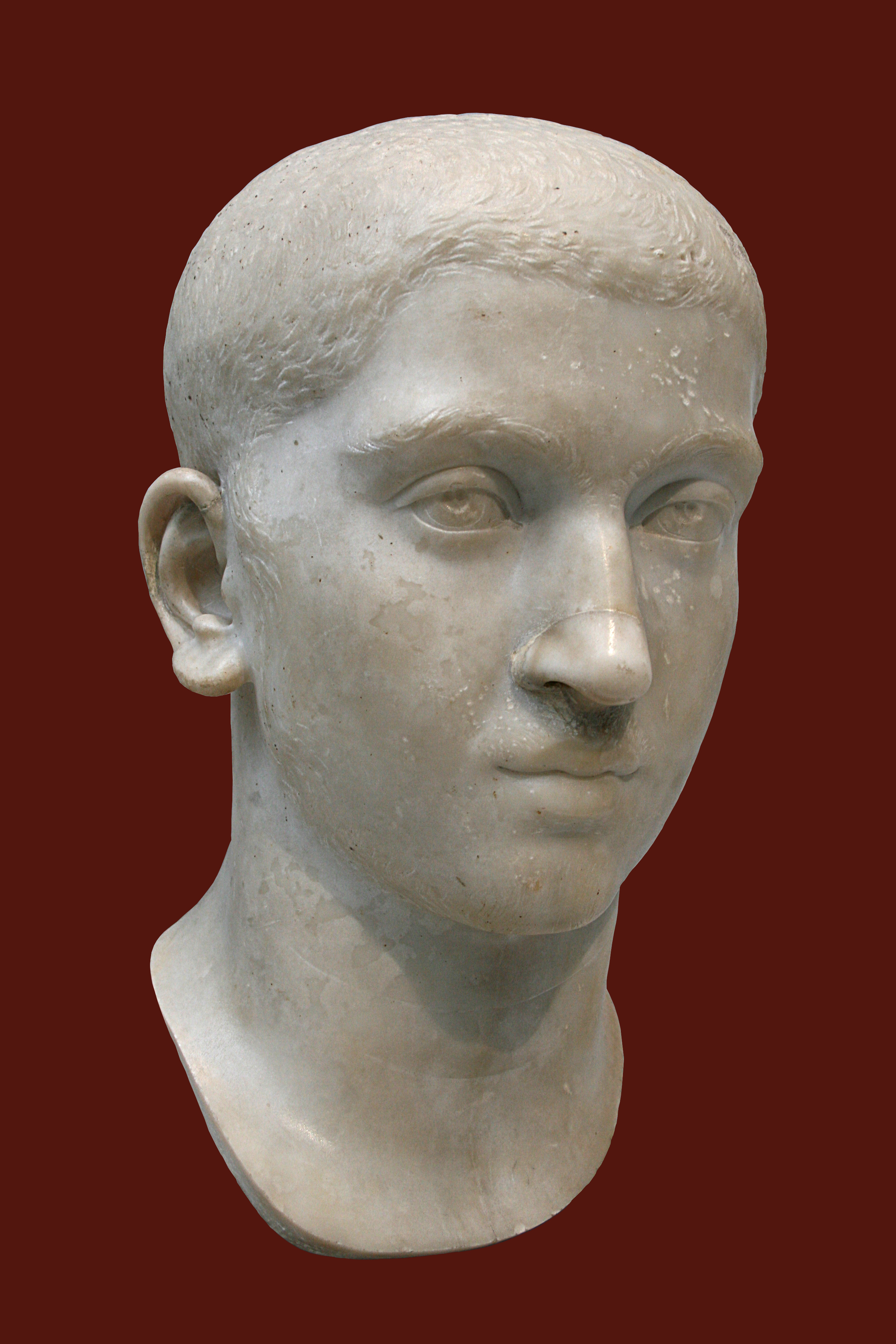
Aleksander Sewer

Postaciami historycznymi, oprócz cesarza, są: Eutychian – prefekt gwardii cesarskiej, Aleksander, Mammea, Ulpian i Arystomach. Informacje o chrześcijańskich sympatiach Aleksandra i Mammei pochodzą znowu od Chateaubrianda. Ulpian i inni doradcy cesarza są z kolei nieprzyjaciółmi uczniów Galilejczyka. Kult krzyża wydawał się tym urzędnikom i strażnikom przeszłości nowością niszczącą stare prawa i ołtarze dawnych bogów. Do objęcia tronu przygotowuje Aleksandra, oprócz Ulpiana, jego matka Mammea. W rzeczywistości to Maesa (siostra Julii Domny, żony Septymiusza Sewera) widząc szaleństwo swego wnuka Heliogabala i upadek jego znaczenia doprowadziła do objęcia tronu przez jej drugiego wnuka, Aleksandra. Krasiński idealizuje tego raczej niedołężnego władcę, idąc w tym za opinią Gibbona, który uważał jego panowanie za najszczęśliwsze lata cesarstwa. Krasiński zapowiada jednak, że rola Aleksandra jako chrześcijańskiego władcy imperium wyprzedza swoje czasy. Wiktor poucza go: Synu, nie staraj się tego snu domarzyć [...] Żyj [...] i przemiń jak reszta braci twoich. Aleksander jest, podobnie jak Irydion, tylko cieniem odbitym od późnej przyszłości, w przeciwieństwie jednak do młodego Greka rozumie sens proroctwa biskupa Wiktora i dostosowuje swoje życie do ewangelicznych nakazów wiary i moralności. Równoważy destrukcyjną myśl zbuntowanego Greka, konstruktywną ideą zachowania Rzymu przez naukę Chrystusa.

### Barbarzyńcy i chrześcijanie
W Irydionie Rzym jest wydany na pastwę przeciwstawnych żywiołów: niszczących wszystko barbarzyńców i potulnych wyznawców Baranka. W ostatnich chwilach swej dominacji nad światem, zagrożona wewnętrznym rozkładem Roma, wybiera na obrońcę i stróża sowicie opłacanych barbarzyńców, którzy zjadłszy zapasy, zabiorą się w końcu do żywicielki. Pojawienie się barbarzyńców jest wynikiem działań Amfilocha, który wykorzystując przyjaźń z władcami z rejonu Chersonezu Cymbryjskiego sprowadza ich plemiona, by dokonały mścicielskich wypraw. W rzeczywistości głównym wrogiem państwa rzymskiego byli w tym czasie raczej Partowie i Persowie, a plemię Cymbrów zostało rozbite przez Mariusza w I wieku przed Chrystusem.
CHrześcijanie w dramacie nie są jednomyślni. Dzielą się na starych, których zwycięstwo polegało nie na zabijaniu, lecz na umieraniu i młodych, którzy pod wodzą Symeona z Koryntu, chcą świadczyć wierność Chrystusowi życiem i zwycięstwem. Łączy ich wspólna wiara w obalenie Wielkiej Nierządnicy – Rzymu. Mimo wspólnego celu Irydionowi nie udaje się ich pozyskać. Biskup Wiktor powstrzymuje Symeona i jego towarzyszy. Ratuje również Kornelię. Chrześcijanie mają w utworze charakter ponadhistoryczny, wyrażają idealny pierwiastek ludzkiej obecności w historii, zagrożonej z jednej strony despotyzmem, z drugiej wywołanej nim żądzy odwetu. Do pewnego momentu jest tak również w Nie-Boskiej komedii. Tam arystokracja, tu Rzym musi zginąć, bo zdradził dawne ideały, honor i cnoty przodków. Racje demokratów w Nie-Boskiej i barbarzyńców w Irydionie nie mogą zostać uwzględnione, bo na despotyzm odpowiadają próbą pożaru świata. Irydion i Pankracy przegrywają. Krew i zniszczenie wprawdzie wstrząsa światem, ale zło pokonać może dopiero chrześcijańska miłość i przebaczenie. Każda przemoc jest złem, tylko zwycięstwo dobra może je obalić.

## Irydionna scenie
| premiera          | teatr                                                   | reżyser             |
| ----------------- | ------------------------------------------------------- | ------------------- |
| 29 stycznia 1913  | Teatr Polski, Warszawa                                  | Arnold Szyfman      |
| 3 listopada 1925  | Zjednoczone Teatry Pomorskie, Bydgoszcz-Toruń-Grudziądz | Karol Benda         |
| 29 listopada 1958 | Teatr Stary, Kraków                                     | Jerzy Kreczmar      |
| 4 lutego 1966     | Teatr Polski, Warszawa                                  | Jerzy Kreczmar      |
| 27 stycznia 1970  | Teatr im. Stefana Jaracza, Łódź                         | Jerzy Grzegorzewski |
| 29 czerwca 1970   | Teatr Telewizji                                         | Jerzy Grzegorzewski |
| 20 lipca 1977     | Teatr Polskiego Radia                                   | Juliusz Owidzki     |
| 31 maja 1982      | Teatr Telewizji                                         | Jan Englert         |
| 30 marca 1997     | Teatr Polskiego Radia                                   | Andrzej Jarski      |
| 29 stycznia 2013  | Teatr Polski im. Arnolda Szyfmana, Warszawa             | Andrzej Seweryn     |